# Arv eller miljö
Arv eller miljö (på engelska nature (versus) nurture) är en klassisk debatt inom samhälls- och beteendevetenskaperna om huruvida, och i vilken utsträckning, medfödda egenskaper (arv) eller yttre påverkan genom personliga erfarenheter (miljö) bestämmer eller orsakar individuella skillnader i människors beteende. Perspektivet att människan föds helt eller nästan helt utan medfödda drag kallas tabula rasa (latin: "tom tavla"; som ett oskrivet blad).
De olika ståndpunkterna i frågan om arv och miljö aktualiseras ofta till exempel när man försöker förklara varför vissa blir kriminella, och även i olika utsträckning vad som formar ens personlighet, könsidentitet, sexuella läggning och intelligens.
Begreppet arv eller miljö tydliggjordes först i den västerländska kulturen i antikens Grekland, där det förekom som vanligt tema i tragedier i bland annat Sofokles verk. I dessa tragedier gestaltas till exempel hur en människa handlar rätt i sitt eget liv men bär på en skuld genom föräldrarnas synder. Temat förekommer som en motsägelsefull förklaring till ursprunget av vad vi är och hur vi relaterar till skuld kontra oskyldighet.

## Lösningsförslag i debatten
Ett lösningsförslag som har lagts fram i debatten är dialektisk materialism där en kritik mot vad ansatsen menar är ett epistemologiskt felslut adresseras, vilken bygger på ett reduktionistiskt ignorerande av epigenetik. Den här typen av lösning kommer troligen att kritiseras av religiösa personer eller de som förnekar Charles Darwins evolutionsteori.